# Щекутьев, Кирилл Андреевич
Кирилл Андреевич Щекутьев (10 февраля 1994, Усть-Илимск, Иркутская область, Россия) — российский и международный спортивный функционер, и спортивный администратор, член исполкома Европейского боксёрского союза (EBU) (с 2018), член совета директоров Всемирной боксёрской ассоциации (WBA) (с 2019), действующий член исполнительного комитета и бывший генеральный секретарь Федерации бокса России (2021—2022). Вице-президент Федерации гольфа Московской области.

## Биография
Кирилл Андреевич родился 10 февраля 1994 года в городе Усть-Илимск, Иркутской области.
В 2015 году окончил факультет политологии МГУ.
Является кандидатом в мастера спорта по баскетболу.
С февраля 2017 года стал заместителем генерального секретаря Федерации бокса России. С августа 2017 года, после объединения Федераций олимпийского и профессионального бокса России, стал заместителем генерального секретаря Федерации по профессиональному боксу.
Член исполкома Европейского боксерского совета (EBU) с 2018 года. Член совета директоров Всемирной боксёрской ассоциации (WBA) с 2019 года. На заседании исполнительного комитета Федерации бокса России, прошедшем 29 января 2021 года, был назначен генеральным секретарём организации.
Кирилл Щекутьев активно занимается развитием бокса в регионах России.
25 января 2022 года по собственному желанию покинул должность генерального секретаря Федерации бокса России, но при этом остался членом исполнительного комитета Федерации бокса России.
В апреле 2022 года стал вице-президентом Федерации гольфа Московской области. Организатор Открытого чемпионата Московской области по гольфу 2022 года с крупнейшим в истории российского гольфа призовым фондом.